# Senozan
Senozan és un municipi francès situat al departament de Saona i Loira i a la regió de Borgonya - Franc Comtat. L'any 2009 tenia 1.108 habitants.

## Història
| Data d'elecció                           | Identitat          | Partit | Qualitat |
| ---------------------------------------- | ------------------ | ------ | -------- |
| 1971-1989                                | Raymond Gaillardon |        |          |
| 1989-2001                                | Philippe Viardot   |        |          |
| 2001-                                    | Joëlle Sandon      |        |          |
| les dades anteriors no són pas conegudes |                    |        |          |
|                                          |                    |        |          |

## Demografia
| A partir de 1990: Població sense dobles comptes |